# Lamar (Colorado)
Pour les articles homonymes, voir Lamar.
Lamar est une ville américaine, siège du comté de Prowers au sud-est du Colorado, à l'est de Pueblo sur la rivière Arkansas.

## Démographie
Selon le recensement de 2010, Lamar compte 7 804 habitants. La municipalité s'étend sur 4,23 milles carrés (10,96 km2). Ken Curtis, acteur et producteur, est né à Lamar.
| 1890 | 1900 | 1910  | 1920  | 1930  | 1940  |
| ---- | ---- | ----- | ----- | ----- | ----- |
| 566  | 987  | 2 977 | 2 512 | 4 233 | 4 445 |

| 1950  | 1960  | 1970  | 1980  | 1990  | 2000  |
| ----- | ----- | ----- | ----- | ----- | ----- |
| 6 829 | 7 369 | 7 797 | 7 713 | 8 343 | 8 869 |

| 2010  | - | - | - | - | - |
| ----- | - | - | - | - | - |
| 7 804 | - | - | - | - | - |

## Histoire
La ville est fondée le 24 mai 1886 par Isaac Holmes. Elle est nommée en l'honneur du secrétaire à l'Intérieur des États-Unis Lucius Lamar, ses habitants espérant ainsi se voir attribuer un bureau du Land Office.